# Judaspengar
Judaspengar – szwedzki niemy film dramatyczny z 1915 roku w reżyserii Victora Sjöströma.

## Obsada
- Gabriel Alw
- Stina Berg
- Egil Eide – Blom
- Kaja Eide – Pani Blom
- John Ekman – Pan Holck